# Museo del Bierzo
El Museo del Bierzo se encuentra situado en Ponferrada, en la comarca del Bierzo, provincia de León, comunidad autónoma de Castilla y León.

## Historia
Se encuentra ubicado en el palacio de los Condes de Toreno, construido entre 1565 y 1572, fue palacio consistorial en la época de Felipe II, vivienda del corregidor y posteriormente antigua cárcel de Ponferrada hasta el siglo XVIII.
La corporación municipal del Ayuntamiento de Ponferrada aprobó su creación en 1966, y es a partir de 1984, con el proyecto de remodelación del palacio de los Condes de Toreno. Las obras de remodelación se produjeron hasta el año 1997, año en que se inauguró. El proyecto museológico fue de Jesús Álvarez Courel, su director hasta junio de 2008. Se inauguró el 14 de julio de 1997 por el director general de Patrimonio de la Junta de Castilla y León, Carlos de la Casa Martínez, con la presencia del vicario de la diócesis de Astorga y el alcalde de la ciudad, Ismael Álvarez. En el patio de la higuera del museo, tras las palabras protocolarias, actuó el grupo Sirma.

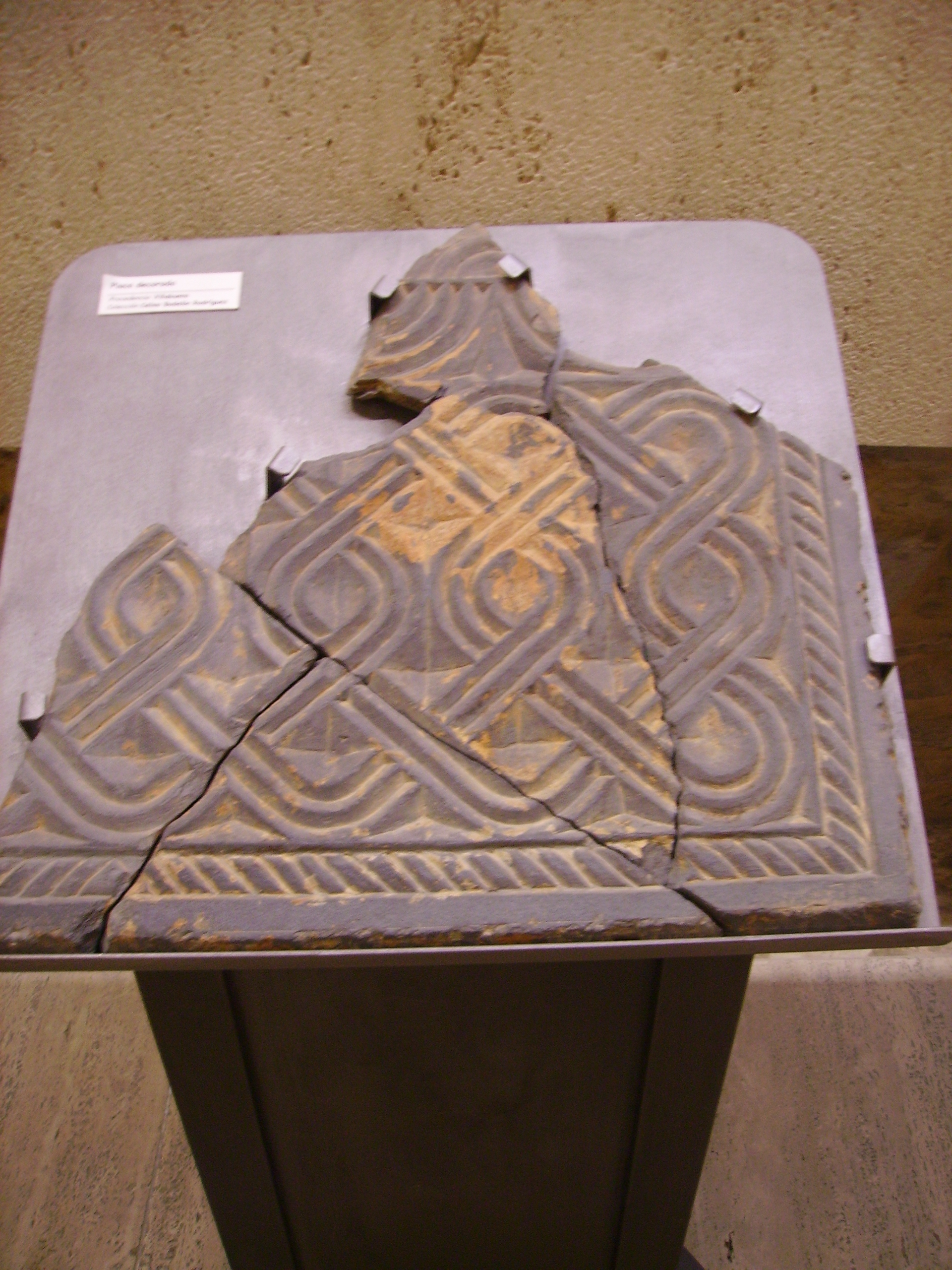
Lápida procedente del Castro de Villabuena.

## Exposición permanente
El museo, que cuenta con dos plantas dedicadas a la exposición permanente, se organiza en:
- Planta Baja. Dedicada a la prehistoria y a los asentamientos primitivos. Contiene una colección permanente de piezas del Paleolítico, del medievo, muchas de ellas originales y otras reproducciones, y diversas salas dedicadas al estudio del castillo de Ponferrada, cultura castrense en El Bierzo, Las Médulas, Lago de Carucedo y la vida monacal en el Valle del Oza.

- Planta Superior. Dedicada al proceso de la civilización más actual y la forma de vida de los habitantes bercianos a partir del siglo XV, con una colección numismática con piezas que van desde la Edad Media hasta el siglo XX. y salas dedicadas a la artesanía, mobiliario palaciego, cartografía, libros y una colección de armas.[2]

## Exposiciones temporales
El museo tiene una cripta subterránea, que contiene una sala para exposiciones temporales. En este espacio se han albergado múltiples exposiciones fotográficas de fotógrafos de El Bierzo.